# Hendrick Jacobsz. Dubbels

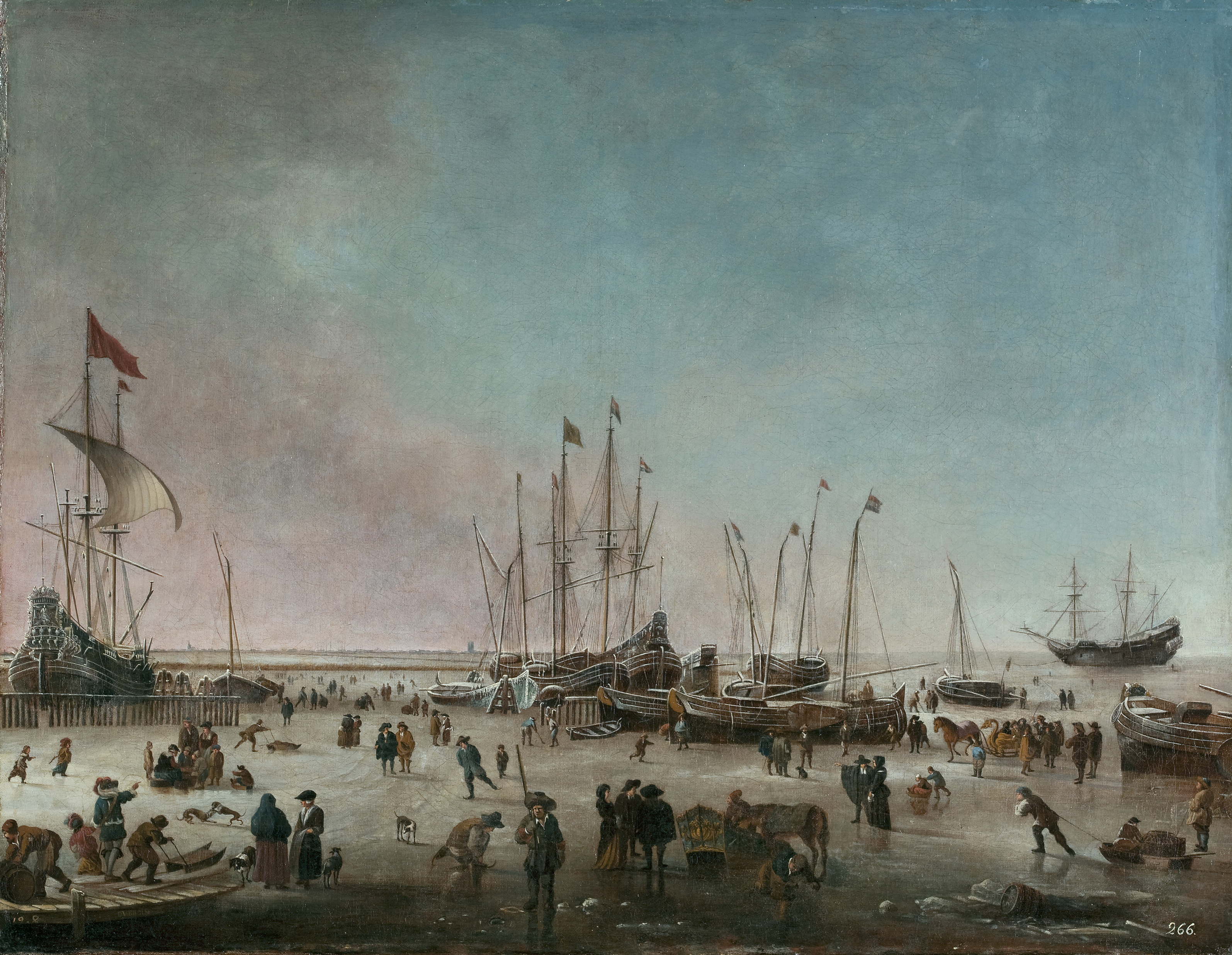
El puerto de Ámsterdam en invierno, óleo sobre lienzo, 67 x 91 cm, Madrid, Museo del Prado.

Hendrick Jacobsz. Dubbels (Ámsterdam, 1621-1707) fue un pintor barroco holandés especializado en marinas , escenas de playa y paisajes invernales, de los que un ejemplo representativo puede ser El puerto de Ámsterdam en invierno, óleo del Museo del Prado procedente de la colección real.
Hijo de un tallador de diamantes, Dubbels nació y fue bautizado en Ámsterdam el 2 de mayo de 1621. En 1651 contrajo matrimonio con Jannetje Kluff con quien tuvo una hija. En la documentación referida a estos acontecimientos familiares aparece mencionado como pintor, pero poco después, tras contraer segundas nupcias con Anna de Haes, con quien tuvo cinco hijos, se declaraba comerciante de mercería. 
Como pintor trabajó frecuentemente para otros maestros. Relacionado primero con Jan Porcellis, hacia 1650 entró a trabajar en el taller de Simon de Vlieger, con quien permaneció por espacio de tres años. Posteriormente se acercó a Jan van de Cappelle y Willem van de Velde el Joven. Su pintura, caracterizada por la utilización de una gama reducida de colores, predominantemente fríos, y los horizontes bajos, experimentó un cambio en la década de 1670 en contacto con la más dinámica pintura de Ludolf Backhuysen, el más célebre de los pintores marinistas neerlandeses de fines del siglo XVII, a quien había tenido como discípulo. En los últimos años de su vida su pintura entró en decadencia, limitándose a repetir con pocas variantes sus obras anteriores.